# Christian Clavier
Christian Jean-Marie Clavier (ur. 6 maja 1952 w Paryżu) – francuski aktor, scenarzysta i producent filmowy i telewizyjny, znany widzom głównie z ról komediowych.

## Życiorys
Po ukończeniu Paryskiego Instytutu Studiów Politycznych rozpoczął karierę aktorską z komediową trupą teatralną Wspaniały (Le Splendid), której był współzałożycielem. Wystąpił między innymi w dwóch sztukach Georges'a Feydeau: Dziewczyna z restauracji "Maxim" (La Dame De Chez Maxim) i w farsie Jak pchła w jej uchu (Une puce à l'oreille). Na wielkim ekranie zadebiutował w komedii Rok 1 (L'An 01, 1973), gdzie w obsadzie pojawił się także Gérard Depardieu. Z Depardieu spotkał się jeszcze potem na planie melodramatu Powiedz, że ją kocham (Dites-lui que je l'aime, 1977), komedii sensacyjnej Anioł Stróż (Les Anges gardiens, 1995), komiksowej ekranizacji fantasy Asterix i Obelix kontra Cezar (Astérix et Obélix contre César, 1999) i jej sequelu Asterix i Obelix: Misja Kleopatra (Astérix & Obélix: Mission Cléopâtre, 2002) jako Astérix, telewizyjnej adaptacji powieści Victora Hugo Nędznicy (Les Misérables, 2000) oraz międzynarodowym miniserialu historycznym Napoleon (Napoléon, 2002) w roli cesarza Francuzów Napoléona Bonaparte.
W 1980 zagrał główną rolę Jérôme Ozendrona w udanej filmowej wersji mało znanego komiksu Puszczają mi nerwy (Je vais craquer!!!, 1980).
Odnosił niebywałe ekranowe powodzenie w duecie z Jeanem Reno w komediach: sensacyjnej Operacja Corned Beef (L'Opération Corned-Beef, 1991),  Grunt to rodzinka (L'Enquête corse, 2004, jako paryski detektyw Jack Palmer, fantasy Goście, goście (Les Visiteurs, 1993) i sequelach – Goście, goście II – korytarz czasu (Les Couloirs du temps: Les visiteurs 2, 1998), Goście, goście III: Rewolucja (Les Visiteurs: La Révolution, 2016) oraz wzorowanym na nich filmie Goście w Ameryce (Just Visiting, 2001). Za scenariusz i podwójną rolę giermka Jacquouille i jego potomka Jacquarta w filmie Goście, goście (1993) był nominowany w 1994 r. do nagrody Césara.
Założył firmę Ouille Production, zajmującą się produkowaniem filmów.

### Życie prywatne
Jego żoną do 2001 była aktorka Marie-Anne Chazel, która wystąpiła wraz z nim w wielu filmach, a pierwszym z nich była 13 minutowa nowela Le Bol d'air (1975) na podstawie jego scenariusza. Mają jedno dziecko.
Jego młodszy brat Stéphane (ur. 15 marca 1955) został reżyserem.

## Odznaczenia
- Kawaler Legii Honorowej (Chevalier de la Légion d'honneur.) - 2008[4]
- Kawaler Narodowego Orderu Zasługi (Chevalier de l'Ordre national du Mérite) - 1998
- Oficer Narodowego Orderu Zasługi (Officier de l'Ordre national du Mérite) - 2005[5]

## Wybrana filmografia

### Obsada aktorska

#### filmy kinowe
- 2024: Test na teściów (Cocorico) jako Frédéric Bouvier Sauvage
- 2021: A oni dalej grzeszą, dobry Boże! (Qu'est-ce qu'on a tous fait au Bon Dieu?) jako Claude Verneuil
- 2019: I znowu zgrzeszyliśmy, dobry Boże! (Qu'est-ce qu'on a (encore) fait au Bon Dieu?) jako Claude Verneuil
- 2017: Czym chata bogata! (À bras ouverts) jako Jean-Étienne Fougerole
- 2014: Za jakie grzechy, dobry Boże? (Qu'est-ce qu'on a fait au Bon Dieu ?) jako Claude Verneuil
- 2006: Serdeczne porozumienie (L'entente cordiale) jako François de La Conche
- 2006: Opaleni – przyjaciele na całe życie (Les bronzés 3 – amis pour la vie) jako Jérôme
- 2004: Grunt to rodzinka (L'Enquête corse) jako Rémi François/detektyw Jack Palmer
- 2002: Asterix i Obelix: Misja Kleopatra (Astérix & Obélix: Mission Cléopâtre) jako Astérix
- 2001: Goście w Ameryce (Just Visiting) jako André
- 1999: Asterix i Obelix kontra Cezar (Astérix et Obélix contre César) jako Astérix
- 1998: Goście, goście II – korytarz czasu (Les couloirs du temps: Les visiteurs 2) jako Jacquouille/Jacquart
- 1997: Siostrzyczki (Les soeurs soleil) jako Świadek
- 1995: Anioł Stróż (Les anges gardiens) jako ksiądz Tarain
- 1994: Śmiertelne zmęczenie (Grosse fatigue) jako on sam
- 1993: Żądza pieniądza (La soif de l'or) jako Urbain Donnadieu
- 1993: Goście, goście (Les visiteurs) jako Jacquouille/Jacquart
- 1991: Les Secrets professionels du Dr. Apfelglück jako Adwokat
- 1991: Operacja Corned Beef (L'opération Corned-Beef) jako Jean-Jacques Granianski
- 1989: Les cigognes n'en font qu'à leur tête jako Młody szef DDASS
- 1989: Fantômes sur l'oreiller jako Brice
- 1989: Mes meilleurs copains jako Jean-Michel Tuilier
- 1987: La vie dissolue de Gérard Floque jako Edouard
- 1986: Zatańczyć twista w Moskwie (Twist again a Moscou) jako Iouri
- 1983: Papy fait de la résistance jako Michel Taupin
- 1983: Rock 'n Torah jako Isaac Stern
- 1982: Elle voit des nains partout! jako Oszust
- 1982: Święty Mikołaj to śmieć (Le Père Noël est une ordure) jako Katia
- 1981: Les Babas Cool jako Antoine Bonfils
- 1980: Cocktail Molotov jako Le Beatnick
- 1980: Je vais craquer!!! jako Jérôme Ozendron
- 1980: Klara i przystojniacy (Clara et les chics types) jako Charles
- 1979: Slalom niespecjalny (Les bronzés font du ski) jako Jerome
- 1978: Opaleni (Les bronzés) jako dr Jerome Tarere
- 1977: Zepsute dzieci (Des enfants gâtés) jako Reżyser telewizyjny
- 1977: Powiedz, że ją kocham (Dites-lui que je l'aime) jako François
- 1977: L'amour en herbe jako Kolega grający w karty z Christianem
- 1977: Vous n'aurez pas l'Alsace et la Lorraine jako Narrator (głos)
- 1976: Attention les yeux! jako Gliniarz
- 1976: F... comme Fairbanks
- 1975: Le bol d'air jako Christian
- 1975: C'est pas parce qu'on a rien à dire qu'il faut fermer sa gueule jako Policjant
- 1974: Niech się zacznie zabawa (Que la fete commence...) jako Walet
- 1973: L'An 01

#### filmy TV
- 1989: Mieux vaut courir jako Simone
- 1990: Les Gens ne sont pas forcément ignobles jako Pierre
- 1986: L'Été 36 jako Alexis
- 1985: Le Père Noël est une ordure jako Katia

#### serial TV
- 2002: Napoleon (Napoléon) jako Napoleon Bonaparte
- 2000: Nędznicy (Les Misérables) jako Thénardier
- 1988: Pałac (Palace) jako Louis, szef kucharzy

### Producent
- 2003: Lovely Rita, sainte patronne des cas désespérés
- 2002: Patron sur mesure (TV)
- 2001: Goście w Ameryce (Les Visiteurs en Amérique)
- 2001: Le Cœur sur la main
- 1998: Les Visiteurs 2 : Les Couloirs du temps